# Gaius Memmius Fidus Iulius Albius

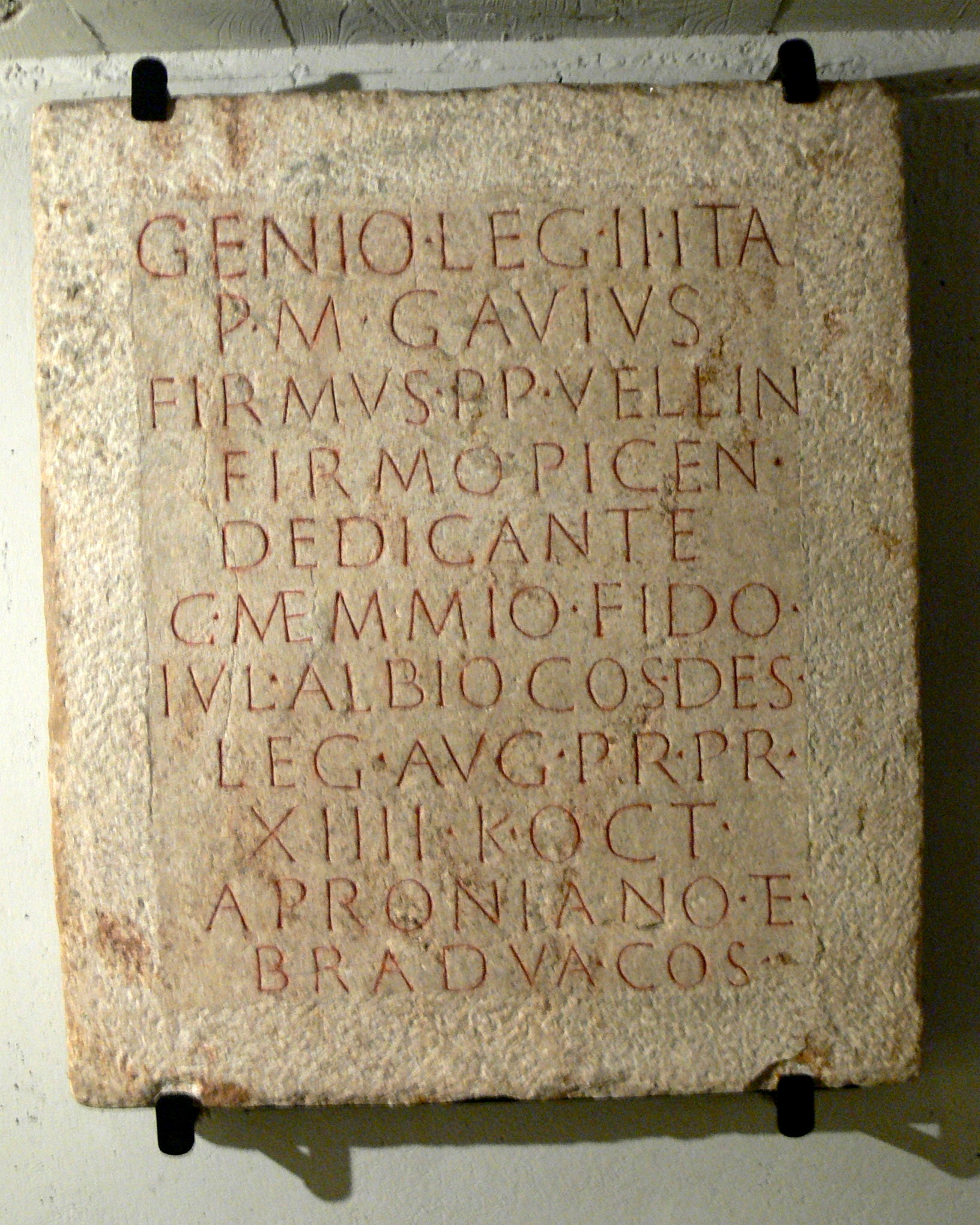
Die Inschrift

Gaius Memmius Fidus Iulius Albius (vollständige Namensform Gaius Memmius Gai filius Quirina Fidus Iulius Albius) war ein im 2. Jahrhundert n. Chr. lebender römischer Politiker. Durch zwei Inschriften, die in der Provinz Africa proconsularis gefunden wurden, ist seine Laufbahn bekannt, die in den Inschriften als cursus inversus, d. h. in absteigender Reihenfolge wiedergegeben ist.
Albius übte zunächst das Amt eines Decemvir stlitibus iudicandis aus. Danach leistete er seinen Militärdienst als Tribunus laticlavius in der Legio II Augusta, die ihr Hauptlager in Isca Silurum in der Provinz Britannia hatte. Im Anschluss wurde er Quaestor in der Provinz Asia. Nach Rom zurückgekehrt, übte er das Amt des Aedilis cerialis aus.
Danach war er als Legatus pro praetore für ein Jahr dem Statthalter in der Provinz Africa zugeordnet. Er ist in dieser Funktion durch eine weitere Inschrift belegt, die auf 175/177 datiert wird. Nach Rom zurückgekehrt, wurde er Praetor und war danach iuridicus per Italiam regionis Transpadanae. Im Anschluss wurde er Kommandeur (Legatus legionis) der Legio VII Claudia, die ihr Hauptlager in Viminacium in Moesia superior hatte.
Die nächsten Positionen seiner Laufbahn waren (in dieser Reihenfolge): Statthalter (Proconsul) in der Provinz Baetica, praefectus Miniciae, curator der Via Flaminia und Statthalter (Legatus Augusti pro praetore) in der Provinz Noricum. Er ist als Statthalter in Noricum durch eine weitere Inschrift belegt, die auf den 18. September 191 datiert ist. In der Inschrift wird er als consul designatus bezeichnet; er dürfte daher noch gegen Ende 191 oder 192 Suffektkonsul geworden sein. Danach war er Statthalter einer Provinz, deren Namen auf inferior oder superior endet; möglicherweise war er auch noch corrector Italiae.
Albius war in der Tribus Quirina eingeschrieben und stammte aus Bulla Regia. Durch eine weitere Inschrift ist seine Tochter [Iul]ia Me[m]mia []ca Rut[a] Aemi[liana] Fidia[na] belegt.
Hamden Ben Romdhane datiert seine Laufbahn wie folgt: Quaestor 173/174, Aedilis cerialis 174/175, Legatus pro praetore 177, Praetor 178/179, iuridicus 179/180, Legatus legionis 180/183, Proconsul 184, praefectus Miniciae 186, curator 187, Legatus Augusti pro praetore 188/191.